# Roman Wiesiełkin
Roman Wiesiełkin (ros. Роман Веселкин; ur. 7 marca 1983 w Moskwie) – rosyjski wioślarz.

## Osiągnięcia
- Mistrzostwa Świata Juniorów – Płowdiw 1999 – dwójka ze sternikiem – 3. miejsce[1].
- Mistrzostwa Świata Juniorów – Zagrzeb 2000 – ósemka – 2. miejsce[1].
- Mistrzostwa Świata Juniorów – Duisburg 2001 – dwójka ze sternikiem – 4. miejsce[1].
- Mistrzostwa Świata U-23 – Amsterdam 2005 – czwórka bez sternika – 9. miejsce[1].
- Mistrzostwa Europy – Poznań 2007 – dwójka bez sternika – 4. miejsce[1].
- Mistrzostwa Europy – Ateny 2008 – dwójka bez sternika – 5. miejsce[1].
- Mistrzostwa Europy – Brześć 2009 – ósemka – 8. miejsce[1].